# تئودور هویس
تئودور هویس (به آلمانی: Theodor Heuss) (زاده ۳۱ ژانویه ۱۸۸۴ – درگذشته ۱۲ دسامبر ۱۹۶۳)، سیاستمدارلیبرال آلمانی بود که بعد از جنگ جهانی دوم به عنوان نخستین رئیس‌جمهور آلمان غربی از سال ۱۹۴۹ تا ۱۹۵۹ فعالیت می‌کرد. صمیمیت او در کنار سخت‌گیری‌هایی که نسبت به صدراعظمش کنراد آدناور داشت، بسیار به تحکیم دموکراسی و معجزه اقتصادی آلمان غربی در سالهای نخست تشکیل آن، کمک کرد. تئودور هویس در ۱۲ دسامبر ۱۹۶۳ در سن ۷۹ سالگی درگذشت.

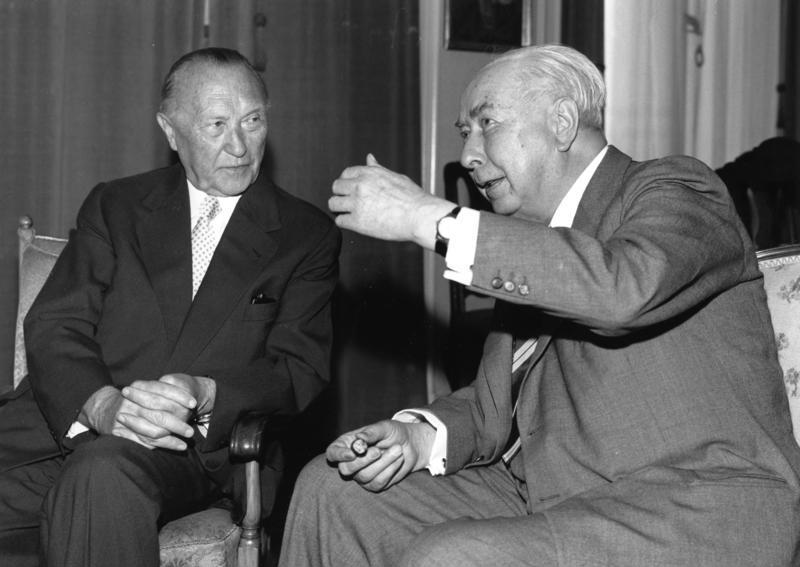
هویس در کنار صدراعظم آلمان غربی، آدناور